# Dinamarca en los Juegos Olímpicos de Londres 1948
Dinamarca estuvo representada en los Juegos Olímpicos de Londres 1948 por un total de 162 deportistas que compitieron en 17 deportes.  
El portador de la bandera en la ceremonia de apertura fue el jugador de hockey sobre hierba Vagn Loft.

## Medallistas
El equipo olímpico danés obtuvo las siguientes medallas:
| Nombre                                                            | Deporte            | Competición                |
| ----------------------------------------------------------------- | ------------------ | -------------------------- |
| Oro                                                               |                    |                            |
| Greta Andersen                                                    | Natación           | 100 m libre F              |
| Karen Harup                                                       | Natación           | 100 m espalda F            |
| Karen Hoff                                                        | Piragüismo         | K1 500 m F                 |
| Carl-Ebbe Andersen Tage Henriksen Finn Pedersen                   | Remo               | Dos con timonel (M2+) M    |
| Paul Elvstrøm                                                     | Vela               | Firefly M                  |
| Plata                                                             |                    |                            |
| Karen Lachmann                                                    | Esgrima            | Florete ind. F             |
| Karen Harup                                                       | Natación           | 400 m libre F              |
| Eva Riise Greta Andersen Fritze Carstensen-Nathansen Karen Harup  | Natación           | 4 × 100 m libre F          |
| Johan Andersen                                                    | Piragüismo         | K1 1000 m M                |
| Ejvind Hansen Bernhard Jensen                                     | Piragüismo         | K2 1000 m M                |
| Aage Larsen Ebbe Parsner                                          | Remo               | Doble scull (M2x) M        |
| Ib Storm Larsen Helge Schrøder Helge Halkjær Aksel Bonde          | Remo               | Cuatro sin timonel (M4-) M |
| Bronce                                                            |                    |                            |
| Lily Carlstedt                                                    | Atletismo          | Jabalina F                 |
| Svend Wad                                                         | Boxeo              | Ligero (62 kg) M           |
| Axel Schandorff                                                   | Ciclismo en pista  | Scratch M                  |
| Equipo                                                            | Fútbol             | Torneo M                   |
| Christian Hansen                                                  | Lucha grecorromana | 73 kg M                    |
| Børge Nielsen Jørgen Olsen Harry Knudsen Erik Larsen Henry Larsen | Remo               | Cuatro con timonel (M4+) M |
| Birte Christoffersen                                              | Saltos             | Plataforma 10 m F          |
| Klaus Baess Ole Berntsen William Berntsen                         | Vela               | Dragon M                   |